# Johan Hammar
Per Johan Gustav Hammar (Malmö, 22 febbraio 1994) è un calciatore svedese, difensore dell'Häcken.

## Caratteristiche tecniche
È un difensore centrale.

## Carriera

### Club
Hammar ha attirato per la prima volta le attenzioni degli osservatori dell'Everton all'età di 15 anni, al punto da volare in Inghilterra per fare un provino nell'estate del 2009. Il Malmö FF, club proprietario del suo cartellino, ha raggiunto un accordo con gli inglesi nel gennaio 2010, ma il giovane giocatore si è trasferito a tutti gli effetti solo nel successivo mese di luglio. Pochi giorni dopo il suo diciassettesimo compleanno, Hammar ha firmato un contratto professionistico con l'Everton, tuttavia continuerà a far parte solo del settore giovanile o della squadra riserve. Nel 2011-2012 ha riportato un paio di infortuni al ginocchio che lo hanno tenuto fuori causa per gran parte della stagione. L'11 febbraio 2013 si è unito allo Stockport County, squadra di National League, con un prestito mensile.
L'Everton lo ha rilasciato nel giugno del 2013, al termine del contratto, così Hammar è ritornato in Svezia al Malmö FF. Nel corso dell'Allsvenskan 2013 ha disputato solo una partita con la prima squadra, quella del 25 settembre 2013, quando è subentrato nei minuti di recupero del derby della Scania vinto 0-3 in trasferta contro l'Helsingborg. A fine anno, ha rinnovato il contratto in scadenza per tre ulteriori stagioni. Nel 2014 tuttavia non ha trovato molto spazio – 7 presenze in campionato – così per la stagione 2015 ha chiesto e ottenuto di essere ceduto in prestito, in questo caso ai norvegesi del Fredrikstad.
Nel 2016 è tornato a giocare in Svezia avendo firmato a titolo definito con l'Örgryte, una delle squadre della città di Göteborg, impegnata nel campionato di Superettan. Prima dell'inizio della stagione 2017, Hammar è stato nominato nuovo capitano dei rossoblu.
Scaduto il contratto con l'Örgryte, Hammar è passato in Allsvenskan ad un'altra squadra di Göteborg: l'Häcken. Sul finire dell'Allsvenskan 2018, torneo in cui Hammar ha giocato 15 partite di cui 10 da titolare, il club giallonero ha esercitato una clausola che ha prolungato il suo contratto di altri tre anni.

### Nazionale
Ha giocato nelle nazionali giovanili svedesi Under-17 ed Under-19.

## Statistiche

### Presenze e reti nei club
Statistiche aggiornate al 2 dicembre 2018.
| Stagione        | Squadra          | Campionato      | Campionato | Campionato | Coppe nazionali | Coppe nazionali | Coppe nazionali | Coppe continentali | Coppe continentali | Coppe continentali | Altre coppe | Altre coppe | Altre coppe | Totale | Totale | Totale |
| Stagione        | Squadra          | Comp            | Pres       | Reti       | Comp            | Pres            | Reti            | Comp               | Pres               | Reti               | Comp        | Pres        | Reti        | Pres   | Reti   |        |
| --------------- | ---------------- | --------------- | ---------- | ---------- | --------------- | --------------- | --------------- | ------------------ | ------------------ | ------------------ | ----------- | ----------- | ----------- | ------ | ------ | ------ |
| 2012-2013       | Stockport County | NL              | 6          | 0          |                 | -               | -               |                    | -                  | -                  |             | -           | -           | 6      | 0      |        |
| 2013            | Malmö FF         | A               | 1          | 0          | CS              | 0               | 0               |                    | -                  | -                  | SS          | 0           | 0           | 1      | 0      |        |
| 2014            | Malmö FF         | A               | 7          | 0          | CS              | 1               | 0               | UCL                | 3                  | 0                  | SS          | 1           | 0           | 12     | 0      |        |
| Totale Malmö    | Totale Malmö     | Totale Malmö    | 8          | 0          |                 | 1               | 0               |                    | 3                  | 0                  |             | 1           | 0           | 13     | 0      |        |
| 2015            | Fredrikstad      | ES              | 23         | 1          | CN              | 0               | 0               |                    | -                  | -                  |             | -           | -           | 23     | 1      |        |
| 2016            | Örgryte          | S               | 28         | 1          | CS              | 4               | 1               |                    | -                  | -                  |             | -           | -           | 32     | 2      |        |
| 2017            | Örgryte          | S               | 28+2       | 3+0        | CS              | 1               | 0               |                    | -                  | -                  |             | -           | -           | 31     | 3      |        |
| Totale Örgryte  | Totale Örgryte   | Totale Örgryte  | 58         | 4          |                 | 5               | 1               |                    | -                  | -                  |             | -           | -           | 63     | 5      |        |
| 2018            | Häcken           | A               | 15         | 1          | CS              | 1               | 0               | UEL                | 4                  | 0                  |             | -           | -           | 20     | 1      |        |
| Totale carriera | Totale carriera  | Totale carriera | 110        | 6          |                 | 7               | 1               |                    | 7                  | 0                  |             | 1           | 0           | 125    | 7      |        |

## Palmarès

### Club

#### Competizioni nazionali
- Campionato svedese: 3

Malmö: 2013, 2014
Häcken: 2022
- Coppa di Svezia: 3

Häcken: 2018-2019, 2022-2023, 2024-2025
- Supercoppa di Svezia: 2

Malmö: 2013, 2014